# (11452) 1980 KE
(11452) 1980 KE là một tiểu hành tinh vành đai chính. Nó được phát hiện bởi Henri Debehogne ở Đài thiên văn La Silla ở Chile ngày 22 tháng 5 năm 1980.